# Complexe taxonomique de Tapinoma nigerrimum
Espèce
Le complexe taxonomique de Tapinoma nigerrimum est un complexe de quatre espèces de fourmis : Tapinoma nigerrimum (Nylander, 1856), Tapinoma darioi Seifert et al., 2017, Tapinoma magnum Mayr, 1861 et Tapinoma ibericum Santschi, 1925. Il fait partie de la sous-famille des Dolichoderinae.
La séparation de l’espèce anciennement appelée Tapinoma nigerrimum en quatre espèces distinctes s’est faite récemment, par une étude réalisée par Seifert et al. (2017). L’analyse statistique des différences morphométriques grâce à de nombreuses mesures sur les ouvrières a permis de caractériser chacune des espèces. Ces auteurs ont complémenté ces informations par des données de séquence d’ADN mitochondrial, suggérant une divergence de ces espèces entre le Pliocène et le début du Pléistocène (3,3 à 1,5 Ma) (Seifert et al., 2017). Des divergences sur le plan de la démographie, de la distribution géographique et du potentiel invasif existent également entre les différentes espèces étudiées. 

## Description
La taille de ces espèces est comprise entre 2 et 5 mm. Les ouvrières sont noires et luisantes avec une pubescence qui leur donne des nuances de gris. Au sein du genre Tapinoma, plusieurs critères permettent de différencier les espèces : un rapport de mesure du clypeus, la distance entre la limite antérieure du clypeus à la base de l’incision rapportée sur la taille de l’incision, un second critère est la taille des segments funiculaires, le rapport entre les segments funiculaires 2 et 3 ; ces caractéristiques sont plus faciles à visualiser sur les spécimens ailés (sexués). L’étude des genitalia chez les mâles permet également de différencier les espèces de ce genre. Chez le complexe taxonomique de Tapinoma nigerrimum, le rapport des mesures du clypeus est compris entre 2 et 2,3. Ce rapport est plus faible par comparaison aux espèces Tapinoma israele Forel, 1904, Tapinoma madeirense Forel, 1895, Tapinoma erraticum (Latreille, 1798) mais plus important par rapport à Tapinoma simrothi Krausse, 1911. Chez le complexe de Tapinoma nigerrimum la taille du second segment funiculaire est supérieure à celle de troisième (Seifert et al., 2017).
Les espèces du genre Tapinoma sont aussi caractérisées par une odeur particulière de beurre rance notamment après manipulation. Ces composés chimiques émis par les glandes anales de ces fourmis pourraient permettre d’appuyer la différentiation du complexe taxonomique. D’après D’Eustacchio et al. (2019), les composés chimiques émis par Tapinoma darioi et Tapinoma magnum, sont qualitativement différents : sur les cinq composants identifiés, le 2-methyl-4-hep-tanone est seulement présent chez Tapinoma magnum et le dihydronépétalactone est seulement présent chez Tapinoma darioi. Il existe aussi des différences au niveau de la proportion des composées émis, notamment pour la proportion des deux diastéréoisomères de l’iridodial émis par les deux espèces. 

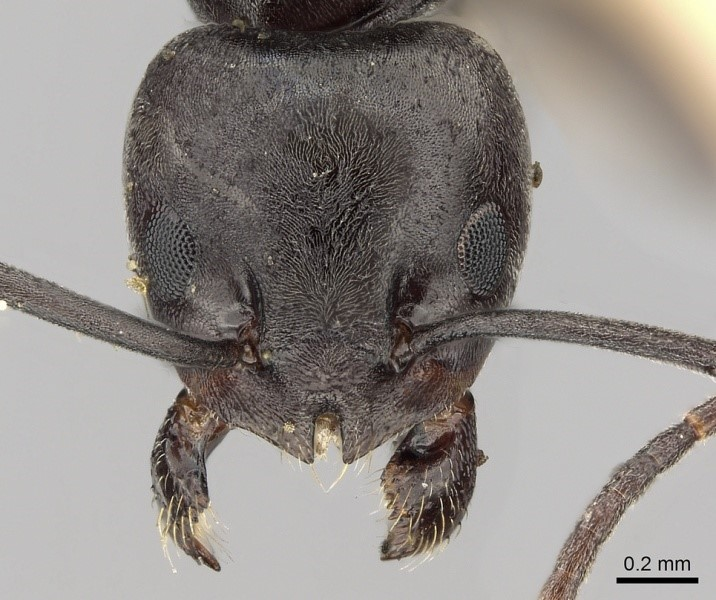
Gros plan sur la tête de Tapinoma nigerrimum

## Biologie
Les colonies de Tapinoma darioi, Tapinoma magnum et Tapinoma ibericum sont polygynes, c’est-à-dire composées de plusieurs reines, et contiennent jusqu’à plusieurs milliers d’individus (Seifert et al., 2017). Concernant Tapinoma nigerrimum, peu d’informations sont aujourd’hui connues même si des premiers éléments semblent indiquer que cette espèce serait monogyne (Rumsais Blatrix, communication personnelle). Les reines peuvent fonder une colonie seule ou par bourgeonnement avec un groupe d’ouvrières. 
Ces espèces sont omnivores, elles chassent de petits insectes et récoltent le miellat des hémiptères aussi bien sur les parties aériennes que sur les racines des plantes (C. Lebas et al., 2016).
Comme énoncé précédemment dans la description du complexe, les espèces du genre Tapinoma, et plus généralement de la sous-famille des Dolichoderinae, sont capables de produire une grande variété de composés volatils. Ceux-ci sont utilisés dans la défense, comme des signaux d’alarme quand le taux sécrétion est élevé et ciblé sur un lieu, et aussi dans la communication ils seraient notamment utilisés pour pouvoir suivre les pistes, dans ce cas les concentrations de la sécrétion seraient faibles (D’Eustacchio et al., 2019).

## Habitats
Ce groupe taxonomique est présent dans différents habitats de la zone méditerranéenne. Préférant les milieux ouverts et chauds, peu sensibles à l’humidité du sol, les quatre espèces présentent des différences dans leur distribution. Tapinoma darioi et Tapinoma magnum sont plutôt présentes dans des milieux sableux et notamment dans les dunes ; elles sont aussi observées dans les milieux anthropisés, parcs, … Tapinoma nigerrimum semble par contre préférer des milieux non anthropisés et est notamment présente dans les garrigues très ouvertes. Peu d’informations sont connues pour Tapinoma ibericum (Seifert et al., 2017).
Les foyers d’introduction vers le nord de l'Europe se font essentiellement dans des secteurs fortement anthropisés où l'espèce tire profit des perturbations de l'écosystème qui libèrent des niches écologiques. Les colonies s’établissent dans les centres urbains, quartiers résidentiels, parkings de centres commerciaux, jardins, parcs... dans des endroits ensoleillés et à proximité d’espaces végétalisés ou d’arbres. Les nids sont endogés (souterrains) à même la terre ou sous des matériaux de recouvrement (enrobé de chaussée et de trottoir, dalles, pierres...), dans des anfractuosités de murs, des interstices des trottoirs.
L’espèce a une forte capacité d’adaptation, s’accommodant aussi bien à des sols très humides que très secs et résistante à de grands écarts de température.

## Répartition
Les quatre espèces se répartissent essentiellement dans la partie occidentale du bassin méditerranéen.
Tapinoma magnum a la plus large aire de répartition, présente en Afrique du Nord du Maroc à la Tunisie, en Italie, Corse et Sardaigne et en France sur le pourtour méditerranéen, remontant un peu dans la vallée du Rhône (Seifert et al. 2017).
Dans les premières décennies du XXIe siècle, elles étendent leur aire de répartition en France et en Europe au-delà de la latitude 48° N, vraisemblablement introduites via des végétaux en pots d’origine méditerranéenne (figuier, olivier, cyprès…).
Une étude génétique de 2023 menée dans les commerces de plantes ornementales (pépinières, jardineries...) dans cinq villes de France, confirme la présence de fourmis invasives du complexe Tapinoma nigerrimum dans des plantes importées avec des mottes de terre. L'espèce Tapinoma magnum y est majoritaire et on constate aussi des croisements génétiques entre les diverses origines (Italie, Espagne, Afrique du Nord).
Elle colonisent des zones urbaines et périurbaines, des zones commerciales, des quartiers résidentiels, s'installent le long des voiries et aux abords des parcs paysagers et des jardins particuliers.
En 2022, Tapinoma magnum est observée dans de nombreux pays d'Europe (Allemagne, Suisse, Belgique, Pays-Bas, Angleterre...) et dans plusieurs régions de France comme le sud-ouest, la Bretagne et l'Alsace (Lenoir et al., 2023).

## Caractère envahissant
Dans ce complexe taxonomique, trois espèces ont été identifiées comme potentiellement envahissantes, Tapinoma magnum, Tapinoma darioi, Tapinoma ibericum.
Tapinoma magnum a été signalée envahissante en milieu urbain, en Belgique et aux Pays-Bas (Dekoninck et al., 2015). 
En Suisse, elle a été observée à partir de 2012 dans le canton de Vaud et de 2018 dans les cantons de Zurich et Genève. Des essais de lutte ont été réalisés sur plusieurs sites sans parvenir à éliminer l’espèce sauf à Zürich où un traitement chimique multiple, précoce, long et répété sur une colonie délimitable, a permis entre 2019 et 2020 d'éliminer l'espèce invasive au profit des espèces locales,.
En Allemagne l'espèce a été identifiée dès 2009 dans des communes du Palatinat, puis dans plusieurs localités du Bade-Wurtemberg, dont Karlsruhe et Heidelberg. Dans l'agglomération allemande de Kehl, frontalière de Strasbourg, elle infeste particulièrement les communes de Marlen et Neumühl,. 
Les dégâts sont importants tant dans l’espace public que chez les particuliers et difficiles à chiffrer : terrains de football et de jeux pour enfants dévastés, câbles Internet et coffrets électriques et de téléphone infestés, enrobés des chaussées et trottoirs détériorés.
La ville de Kehl a fait appel  à une société spécialisée de Darmstadt (Hesse) puis acquis son propre équipement. La fourmi Tapinoma magnum faisant ses nids sous terre jusqu'à plus de 50 cm de profondeur, la technique de lutte utilisée ici consiste à pulvériser dans les galeries des jets d’eau chaude à 120 °C mélangée à de l’amidon de maïs. Le traitement d'une seule colonie revient à 50 000 euros. L'efficacité du traitement n'est pas confirmée. En effet, cette espèce fonde des supercolonies nomades avec des reines multiples. Lorsqu'un endroit devient inhospitalier, ouvrières, reines, œufs et larves se déplacent dans un endroit plus favorable, augmentant ainsi la surface contaminée.
En France, des colonies de Tapinoma magnum ont été observées à Bordeaux (Galkowski, 2008), Sauvagnon, hors de sa zone de répartition, ainsi qu'en Corse,, à Saumur  et, depuis 2017, dans l'Ouest armoricain. 
À Strasbourg, Tapinoma magnum a été repérée en 2019 dans les jardins familiaux du Hochweg, situés entre l’autoroute et le marché-gare, dans le quartier de Cronenbourg. Identifiée formellement en 2023 à Strasbourg par l'entomologiste Henri Callot, elle est implantée dans une zone maraîchère de plus de deux hectares et son périmètre de colonisation s'est étendu ensuite dans les rues voisines et le quartier alentour.
Sa présence a été confirmée également dans le sud de l'Alsace près d’une jardinerie d’Illzach, dans la banlieue de Mulhouse.
Des dégâts sur cultures sont relevés notamment au niveau des petits maraîchers et des particuliers. Ils correspondent à une modification du sol par les fourmilières ainsi qu’à une augmentation du nombre d’aphides sur les cultures (Alain Lenoir et Christophe Galkowski, 2017). Ces espèces élèvent, en effet, des aphides pour leur miellat, source de nourriture constante et très appréciée ; elles défendent donc leur élevage de manière accrue.
En réponse à ces dégâts, de nombreux producteurs et particuliers optent pour des insecticides, mais l'espèce étant moins sensible que les espèces locales à ces traitements, la biodiversité est menacée sans pour autant éradiquer l'espèce envahissante.
Le pic d'activité de Topinoma magnum se situe à la fin de l'hiver, en avance sur les espèces locales de fourmis, une particularité qui assure leur domination dans la conquête de nouveaux territoires. Cette période d'activité précoce peut aussi être utilisée pour l'éradication, tout en minimisant l'exposition des autres espèces. Cependant, le taux de succès dans l'éradication chimique des fourmis est bas (66%) et nécessite d'être couplé à une maîtrise des routes invasives comme la commercialisation de plantes infestées. 
Des pratiques comme l'utilisation de balayeuses de caniveaux par les services de voirie, le fauchage ou la taille de haies dont les déchets verts sont déplacés vers d’autres sites sont à proscrire car elles étendent la zone contaminée en transportant des groupes de fourmis qui constituent de nouveaux nids plus loin.
En revanche, la pose de glu sur les rosiers ou bananiers où la fourmi élève ses pucerons est efficace, de même que, pour les endroits au sec, l'utilisation de terre de diatomée qui s'attaque aux articulations de l'animal.
Par ailleurs, son caractère adaptatif et d’agressivité a été mis en lien avec la capacité de résister face à l’invasion d’une fourmi venue d’Argentine, Linepithema humile, comme cela a été observé en laboratoire avec une compétition pour de la nourriture.